# Medaille zur Erinnerung an das fünfjährige Bestehen der Volksrepublik Rumänien
Die Medaille zur Erinnerung an das fünfjährige Bestehen der Volksrepublik Rumänien (rumänisch Medalla a 5-a aniversare Republicii Socialiste România) war eine staatliche Auszeichnung der Sozialistischen Republik Rumänien. Die Stiftung erfolgte am 18. Dezember 1952 per Dekret 461 des Staatsrates (Consiliul de stat). Die Veröffentlichung der Statuten wurde im rumänischen Staatsanzeiger (Buletinul oficial) Nr. 11 bekannt gemacht. 
Die einklassige Medaille wurde dabei für besondere Verdienste im Kampf für die Entstehung der Volksrepublik Rumänien an Arbeiter, Angestellte, Techniker, Beamte, Angestellte in landwirtschaftlichen Produktionsgenossenschaften (LPG´s), Wissenschaftler, Künstler sowie Militärangehörige verliehen werden.

## Aussehen und Trageweise
Die Medaille zeigt auf ihrem Avers das Staatswappen der Volksrepublik Rumänien in farbiger Emaille sowie ein Gewässer, dichte Wälder und schneebedeckte Berge. Umschlossen wird dieses Symbolik von einem Ährenkranz, in dessen unteren Kreuzwinkel ein Band in den Nationalfarben Rumäniens mit dem Majuskel RPR liegt. Den Abschluss bildet ein rotes wehends Spruchband mit der Aufschrift: 1947 CINCI ANI 1952 (Fünf Jahre).  Das Revers der Medaille zeigt die fünfzeilige Inschrift A 5-A ANIVERSARE A REPUBLICII ROMANE.
Getragen wurde die Medaille an der linken Brustseite des Beliehenen an einer  22 mm breiten pentagonalen Spange an einem rot gewässerten Band.